# 沈斯棟
沈斯棟（？—？），字子上，浙江杭州府仁和縣人，山阴籍。明朝政治人物。

## 生平
天啓元年（1621年）辛酉科浙江乡试举人，五年（1625年）联捷乙丑科進士，六年官丰城县知县，七年为江西乡试同考试官。